# Список активних повстанських груп
У цьому списку приведені повстанські групи, що із зброєю в руках прагнуть зміни політичного статусу деяких територій.

## Групи, що контролюють шматок землі
| Повстанське угрупування | Країна                 | Кофлікт                                                                           | Контроль території з | Контрольована територія | Столиця |
| ----------------------- | ---------------------- | --------------------------------------------------------------------------------- | -------------------- | --- | ------- |
| Аль-Каїда               | Сомалі Ємен            | Громадянська війна в Сомалі Громадянська війна в Сирії Громадянська війна в Ємені | 2006                 | Частина південного Сомалі Частина мухафази Аден.                                                                                 | Салькін |
| «ДНР»                   | Україна                | Війна на Донбасі                                                                  | 2014                 | Частина Донецької області. | Донецьк |
| ФАРК                    | Колумбія               | Громадянська війна в Колумбії                                                     | 1964                 | Шматки території по всій країні.                                                                                                 |         |
| Хусити                  | Саудівська Аравія Ємен | Громадянська війна в Ємені                                                        | 2004                 | Області біля міста Наджран. Більша частина колишнього Північного Ємену і частини південного Ємену, включаючи столицю місто Сана. | Сана    |

## Інші групи

### Ірландія
- Справжня Ірландська республіканська армія[en]

### Ліван
- Хізбалла

### Мексика
- Сапатиська Армія Національного Визволення

### Мозамбік
- РЕНАМО

### М'янма
- Організація Незалежності Качина